# Handianus limbicosta
Handianus limbicosta är en insektsart som beskrevs av Jacobi 1944. Handianus limbicosta ingår i släktet Handianus och familjen dvärgstritar. Inga underarter finns listade i Catalogue of Life.